# Ceroxys unimaculata
Ceroxys unimaculata är en tvåvingeart som först beskrevs av Leander Czerny 1909.  Ceroxys unimaculata ingår i släktet Ceroxys och familjen fläckflugor.
Artens utbredningsområde är Spanien. Inga underarter finns listade i Catalogue of Life.